# Grzechotnik rogaty
Grzechotnik rogaty (Crotalus cerastes) – północnoamerykański gatunek jadowitego węża z podrodziny grzechotników (Crotalinae) w rodzinie żmijowatych (Viperidae). 

## Zasięg występowania
Występuje w południowo-zachodnich Stanach Zjednoczonych i północno-zachodnim Meksyku. Jego siedzibą są piaszczyste i skalisto-piaszczyste tereny pustynne i półpustynne. 

## Charakterystyka
Ten niewielki wąż ma krępe ciało, pokryte dużymi łuskami z kilem. Jego głowa jest szeroka, nad oczami znajdują się wyrostki przypominające rogi. Ciało ma barwę piaskową w ciemniejsze plamki. Grzechotnik ten ukrywa się pod krzewami, w norach gryzoni albo zakopuje się w piasku. Jest ciepłolubny, chętnie wygrzewa się na słońcu. Zimą ukrywa się głęboko w norze, gdzie zimują niekiedy setki tych gadów. Grzechotnik rogaty jest terytorialny, całe życie spędza w swoim rewirze. Samice niekiedy walczą ze sobą, splatają się, starając przygnieść rywalkę do ziemi. Wąż ten przede wszystkim używa grzechotki, by ostrzec o swojej obecności. Nie jest agresywny, unika kontaktów z końmi, bydłem i jeleniowatych, gdyż zwierzęta te rozdeptują grzechotniki rogate, by uniknąć ugryzienia.